# 竹村卓二
竹村 卓二（たけむら たくじ、1930年8月28日 - 2008年1月28日）は、日本の社会人類学者。国立民族学博物館名誉教授。

## 来歴・人物
東京都出身。父は安田生命社長を務めた竹村吉右衛門。東京都立大学 (1949-2011)大学院博士課程修了。東京都立大学助手を経て、国立民族学博物館助手、教授を務め、1994年3月末をもって、定年退職となり同名誉教授。中国の少数民族ヤオ族研究が主である。
2008年1月28日、肝不全のため死去。享年77。

## 主な著作

### 単著
- 『ヤオ族の歴史と文化』（弘文堂、1981年）

### 編著
- 『日本民俗社会の形成と発展 : イエ・ムラ・ウジの源流を探る』（山川出版社、1986年）
- 『儀礼・民族・境界 華南諸民族「漢化」の諸相』（風饗社、1994年）